# Chromeo
Chromeo är en kanadensisk musikduo som gör musik i en 80-talsinfluerad dancestil. Duon består av P-Thugg (Patrick Gemayel) på keyboard, synthesizers och talk box samt Dave 1 (David Macklovitch) på gitarr och sång.

## Diskografi
Studioalbum
- 2004 – She’s In Control
- 2007 – Fancy Footwork
- 2010 – Business Casual
- 2014 – White Women
- 2018 - Head Over Heels
- 2020 - Quarantine Casanova

EP
- 2007 – Fancy Footwork EP

Singlar
- 2002 – "You're So Gangsta"
- 2003 – "Destination: Overdrive"
- 2004 – "Me and My Man"
- 2004 – "Needy Girl"
- 2005 – "Rage"
- 2007 – "Fancy Footwork"
- 2007 – "Tenderoni (Remixes)"
- 2007 – "Bonafied Lovin"
- 2009 – "I Can't Tell You Why" / "Dub Version"
- 2009 – "Night By Night"
- 2010 – "Don’t Turn the Lights On"
- 2011 – "Hot Mess"
- 2013 – "Over Your Shoulder"
- 2013 – "Sexy Socialite"
- 2014 – "Come Alive"
- 2014 – "Jealous (I Ain't With It)"
- 2014 – "Old 45's"